# Ngô Ngạn Tổ
Ngô Ngạn Tổ (giản thể: 吴彦祖; phồn thể: 吳彥祖; bính âm: Wúyànzǔ; Việt bính: ng4 jin6 zou2; sinh ngày 30 tháng 9 năm 1974) là nam diễn viên điện ảnh, đạo diễn, kiêm nhà sản xuất phim người Mỹ gốc Hoa của điện ảnh Hồng Kông. Khởi nghiệp từ năm 1998, tính đến nay anh đã đóng hơn 40 phim. Ngô từng được mệnh danh là "Lưu Đức Hoa trẻ," Anh nổi tiếng là diễn viên hàng đầu của nền công nghiệp điện ảnh Hoa ngữ với khả năng diễn xuất đa dạng và đặc biệt.

## Tiểu sử
Ba mẹ của Ngô Ngạn Tổ là George, một kĩ sư đã về hưu và Diana, một giáo sư đại học. Họ đều là người gốc Thượng Hải. Sau cách mạng Cộng sản vào năm 1949, bố anh đã di cư đến Mỹ, và gặp mẹ anh tại New York, khi bà còn là một sinh viên. Sau khi đám cưới, họ định cư tại California. Ngô Ngạn Tổ sinh ra tại Berkeley, California và lớn lên ở Orinda, California. Ngô còn có hai chị gái là Greta và Gloria.
Ngô đã bắt đầu yêu thích võ thuật, khi thấy Lý Liên Kiệt trong bộ phim The Shaolin Temple  và vì thế anh bắt đầu học môn võ wushu khi mới 11 tuổi. Thần tượng thuở nhỏ của anh là Thành Long, người mà sau này xem Ngô như con trai của mình. Ngô học tại trường trung học Head-Royce School ở Oakland, California, sau đó anh theo học chuyên ngành kiến trúc tại trường đại học Orgeon. Cũng tại đó, anh đã lập ra câu lạc bộ Wushu của trường đại học Orgeon vào năm 1994 và đồng thời cũng là huấn luyện viên đầu tiên của đội. Trong thời gian đó, Ngô cũng tham gia các lớp học về điện ảnh, và thường xuyên đến các sân khấu của địa phương để xem các nhà làm phim như Kurosawa Akira và Luc Besson làm việc. Năm 1997, sau khi tốt nghiệp, Ngô đi du lịch đến Hồng Kông để chứng kiến lễ trao trả Hồng Kông về Trung Quốc, anh cũng không hề có ý định theo đuổi sự nghiệp diễn xuất. Anh trở thành người mẫu từ lời gợi ý của chị anh. Bốn tháng sau, nữ đạo diễn Yonfan đã mời Ngô đóng vai chính trong bộ phim điện ảnh của bà khi tình cờ thấy anh trong một mẩu quảng cáo quần áo trên đường phố Hồng Kông.
Hiện nay, anh lưu trú ở cả Hồng Kông, Thượng Hải và Bắc Kinh. Anh vẫn tiếp tục luyện tập môn Wushu cũng như các môn võ thuật khác.

## Sự nghiệp diễn xuất
Mặc dù vào lúc đó anh không thể nói tiếng Quảng Đông, và không thể đọc tiếng Hoa, nhưng anh đã diễn khá thành công trong bộ phim điện ảnh đầu tiên của mình, bộ phim Bishonen của đạo diễn Yonfan vào năm 1998. Sau thành công của bộ phim đầu tiên, Ngô được mời đóng vai chính trong bộ phim City of Glass của nữ đạo diễn Mabel Cheung (vai diễn này đã giúp Ngô được đề cử cho giải diễn viên mới xuất sắc nhất tại Liên hoan phim Kim Tượng lần thứ 18 ). Sau đó, anh tham gia một vai phụ trong bộ phim xã hội đen Young and Dangerous: The Prequel của đạo diễn Lưu Vĩ Cường. Trong thời gian đó, Ngô đã gặp siêu sao Thành Long tại buổi lễ khai trương của một nhà hàng., và anh nhanh chóng ký hợp đồng gia nhập công ty quản lý của Chan là JC Group..
Năm 1999, anh có một bước đột phá trong sự nghiệp diễn xuất với vai diễn trong bộ phim Gen-X Cops của đạo diễn Benny Chan. Sau vai diễn thành công, anh đã tham gia rất nhiều bộ phim điện ảnh bao gồm: Bộ phim trinh thám được đầu tư lớn Purple Storm, bộ phim nghệ thuật Peony Pavilion, và bộ phim cực kỳ thành công Love Undercover. Năm 2001, anh nhận được những lời phê bình từ giới truyền thông Hồng Kông về những cảnh nóng với Suki Kwan trong bộ phim Cop on a Mission, Nhưng anh nói những lời phê bình đó đã thu hút được sự chú ý của các đạo diễn và anh sẽ chọn những dạng vai như thế trong tương lai.
Năm 2003, Ngô lần đầu tiên tham gia sản xuất trong bộ phim Night Corridor của đạo diễn Julian Lee. Do ngân sách làm phim khá eo hẹp, nên anh cũng tham gia tìm kiếm nguồn tài trợ và nguồn phân phối cho phim, đồng thời anh cùng với Jun Kung đã tạo ra nhạc nền cho bộ phim. Anh được đề cử giải thưởng nam diễn viên chính xuất sắc nhất tại Liên hoan phim Kim Mã, Đài Loan lần thứ 40 nhờ những nỗ lực của mình. Trong năm 2003, Ngô cũng tham gia vai trò nhà sản xuất và đạo diễn sáng tạo của chương trình "MTV's Whatever Things!", một chương trình theo phong cách "Jackass" được phát sóng tại châu Á. cùng với Sam Lee, Josie Ho, Terence Yin, và những người nổi tiếng khác. Cũng trong năm đó, anh tham gia diễn xuất trong vở kịchThe Happy Prince tại sân khấu của Edward Lam 
Năm 2005, Ngô được đề cử giải nam diễn viên chính xuất sắc nhất tại Liên hoan phim Kim Tượng, Hồng Kông lần thứ 24. Tại Liên hoan phim Kim Mã lần thứ 41, Ngô đã giành được giải diễn viên phụ xuất sắc nhất cho vai diễn trong bộ phim New Police Story. Chiến thắng đến với anh khá bất ngờ, bởi vì anh không nghĩ quá nhiều về diễn xuất của mình trong phim. Cũng trong năm 2005, làng giải trí hoa ngữ đã đón nhận tin tức rằng anh đã thành lập ban nhạc Alive, cùng với Terence Yin, Andrew Lin, and Conroy Chan.. Ngô và những người bạn trong ban nhạc đã post những thông tin, tin tức cập nhật và những suy nghĩ cá nhân, công viên Disneyland đã mời ban nhạc của anh trở thành nhà phát ngôn cho họ..
Năm 2006, Ngô đã viết kịch bản và đạo diễn bộ phim bộ phim đầu tay The Heavenly Kings, cùng với ban nhạc Alive. Bộ phim The Heavenly Kings khai thác đề tài về nền công nghiệp âm nhạc của Hồng Kông, việc thành lập nhóm Alive với mục đích để thực hiện bộ phim, các nhân vật trong phim cũng chỉ thể hiện đúng khoảng 10 đến 15% cuộc sống thực của họ. nhiều cảnh trong phim đan xen cả yếu tố hư cấu lẫn hiện thực. Ngô thừa nhận giọng hát của anh rất tệ, và âm nhạc của ban nhạc nhờ vào kỹ thuật để làm tăng giọng ca của họ lên cao, điều đó chứng tỏ mọi thứ đều là giả mạo. Mặc dù, bộ phim đã gặp phải những phản ứng dữ dội từ giới truyền thông khi đưa ra những thông tin sai, cả về việc download bất hợp pháp,nhưng Ngô đã thắng giải đạo diễn mới xuất sắc nhất tại Liên hoan phim Kim Tượng lần thứ 26, một thành tựu mà anh cho là nỗ lực của cả nhóm.

## Các dự án khác
Tháng 4 năm 2007, Ngô khai trương trang web AliveNotDead.com cùng với ban nhạc cũ của anh, cùng Terence Yin và những người sáng lập ra trang RottenTomatoes.com Patrick Lee và Stephen Wang, trang web là nơi dành cho việc cộng tác với các nhà làm phim, các nhạc sĩ và các nghệ sĩ khác, cũng là địa chỉ để kết nối và giao lưu với các fan. Anh vẫn tiếp tục sự nghiệp người mẫu của mình trong vai trò làm người phát ngôn cho nhiều sản phẩm như đồng hồ Seiko, và mỹ phẩm L'Oréal. Ngô cũng tham gia chụp ảnh cho album ảnh từ thiện SuperStars được thực hiện bởi Leslie Kee  và trình diễn ca khúc của rapper Jin "HK Superstar." Ngô là nhà đầu tư của Racks MDB Shanghai, khai trương vào năm 2008.

## Phim tham gia

### Phim điện ảnh
| Năm  | Tựa                                        | Tựa Hoa              | Vai                             | Notes                                                 |
| ---- | ------------------------------------------ | -------------------- | ------------------------------- | ----------------------------------------------------- |
| 1998 | Bishonen                                   | 美少年之恋           | Sam Fai                         |                                                       |
| 1998 | City of Glass                              | 玻璃之城             | Daniel                          | Credited as Daniel Ng                                 |
| 1998 | Young and Dangerous: The Prequel           | 新古惑仔之少年激鬥篇 | Big Head                        | Credited as Daniel Ng                                 |
| 1999 | Gorgeous                                   | 玻璃樽               | Photographer's assistant        |                                                       |
| 1999 | Gen-X Cops                                 | 特警新人類           | Daniel                          |                                                       |
| 1999 | Purple Storm                               | 紫雨風暴             | Todd Nguyen                     |                                                       |
| 2000 | 2000 AD                                    | 公元2000             | Benny                           |                                                       |
| 2000 | Undercover Blues                           | 刑 「殺之法」        | Joe Wong                        |                                                       |
| 2001 | Headlines                                  | 頭號人物             | Peter Wong                      |                                                       |
| 2001 | Hit Team                                   | 重裝警察             | Inspector Chung Chai            |                                                       |
| 2001 | Cop on a Mission                           | 知法犯法             | Mike                            |                                                       |
| 2001 | Born Wild                                  | 野獸之瞳             | Tide Ho                         |                                                       |
| 2001 | Beijing Rocks                              | 北京樂與路           | Michael Wu                      |                                                       |
| 2001 | Peony Pavilion                             | 遊園驚夢             | Xing Zhi-gang                   |                                                       |
| 2002 | Beauty and the Breast                      | 豐胸秘Cup            | Harper                          |                                                       |
| 2002 | Love Undercover                            | 新紮師妹             | Au Hoi-man                      |                                                       |
| 2002 | Princess D                                 | 想飛                 | Joker                           |                                                       |
| 2002 | Devil Face, Angel Heart                    | 變臉迷情             | Long                            |                                                       |
| 2002 | The Peeping                                | 偷窺無罪             | Calvin                          |                                                       |
| 2002 | Naked Weapon                               | 赤裸特工             | Jack Chen                       |                                                       |
| 2003 | Night Corridor                             | 妖夜迴廊             | Sam Yuen/Hung                   | Also producer                                         |
| 2003 | Love Undercover 2: Love Mission            | 新紮師妹2: 美麗任務  | Au Hoi-man                      |                                                       |
| 2003 | Hidden Track                               | 尋找周杰倫           | Police officer                  |                                                       |
| 2003 | Miss Du Shi Niang                          | Miss 杜十娘          | Ken Li                          |                                                       |
| 2004 | Magic Kitchen                              | 魔幻厨房             | Kevin                           |                                                       |
| 2004 | Chiseen                                    | 黐線                 |                                 | DVD version of some segments of MTV's Whatever Things |
| 2004 | Enter the Phoenix                          | 大佬愛美麗           | Georgie Hung                    |                                                       |
| 2004 | One Nite in Mongkok                        | 旺角黑夜             | Lai Fu                          |                                                       |
| 2004 | Around the World in 80 Days                | —                    | Bak Mei                         |                                                       |
| 2004 | The Twins Effect II                        | 千機變II: 花都大戰   | Wei Liao                        |                                                       |
| 2004 | Beyond Our Ken                             | 公主復仇記           | Ken                             |                                                       |
| 2004 | New Police Story (Tân câu chuyện cảnh sát) | 新警察故事           | Joe Kwan                        |                                                       |
| 2005 | DragonBlade: The Legend of Lang            | 龍刀奇緣             | Hung Lang                       | Voiceover                                             |
| 2005 | House of Fury                              | 精武家庭             | Jason                           |                                                       |
| 2005 | Divergence                                 | 三岔口               | Coke                            |                                                       |
| 2005 | Drink-Drank-Drunk                          | 千杯不醉             | Michael                         |                                                       |
| 2005 | Everlasting Regret                         | 長恨歌               | Kang Mingxun                    |                                                       |
| 2006 | Rob-B-Hood                                 | 寶貝計劃             | Brokeback Security agent Daniel |                                                       |
| 2006 | McDull, the Alumni                         | 春田花花同學會       | Hostage-taker                   |                                                       |
| 2006 | The Banquet                                | 夜宴                 | Thái tử Vô Loan                 |                                                       |
| 2006 | The Heavenly Kings                         | 四大天王             | Daniel Wu                       | Also writer, director and producer                    |
| 2007 | Protégé (Môn đồ)                           | 門徒                 | Nick                            |                                                       |
| 2007 | Ming Ming                                  | 明明                 | A D                             |                                                       |
| 2007 | Blood Brothers                             | 天堂口               | Ah Fung                         |                                                       |
| 2009 | Shinjuku Incident                          | 新宿事件             | Jie/Joe                         |                                                       |
| 2009 | Overheard                                  | 竊聽風雲             | Max Lam                         |                                                       |
| 2009 | Like a Dream                               | 如夢                 | Max                             | Also associate producer                               |
| 2009 | Jump                                       | 跳出去               | Doctor                          |                                                       |
| 2010 | Hot Summer Days                            | 全城熱戀             | Sushi master                    |                                                       |
| 2010 | Triple Tap                                 | 鎗王之王             | Chong Tze-wai                   |                                                       |
| 2011 | Don't Go Breaking My Heart                 | 單身男女             | Kevin Fong                      |                                                       |
| 2011 | The Founding of a Party                    | 建黨偉業             | Hu Shih                         |                                                       |
| 2011 | Overheard 2                                | 竊聽風雲2            | Joe Szema                       |                                                       |
| 2011 | Inseparable                                | 形影不離             | Li                              |                                                       |
| 2012 | The Great Magician                         | 大魔術師             | Captain Tsai                    | Cameo                                                 |
| 2012 | Tai Chi 0                                  | 太极                 | Mad Monk                        | Also producer                                         |
| 2012 | Tai Chi Hero                               | 太極２ 英雄崛起      | Mad Monk                        | Also producer                                         |
| 2012 | The Man with the Iron Fists                | —                    | Poison Dagger                   |                                                       |
| 2012 | The Last Supper                            | 王的盛宴             | Xiang Yu                        |                                                       |
| 2012 | CZ12                                       | 十二生肖             | Hospital Doctor                 | Cameo                                                 |
| 2013 | Europa Report                              | —                    | William Xu                      |                                                       |
| 2013 | Control                                    | 控制                 | Mark                            | Also producer                                         |
| 2014 | That Demon Within                          | 魔警                 | Dave Wong                       |                                                       |
| 2014 | Overheard 3                                | 竊聽風雲3            | Joe                             |                                                       |
| 2014 | Don't Go Breaking My Heart 2               | 單身男女2            | Kevin Fong                      |                                                       |
| 2015 | I Am Somebody                              | 我是路人甲           |                                 |                                                       |
| 2015 | Go Away Mr. Tumor                          | 滾蛋吧！腫瘤君       | Dr. Liang                       |                                                       |
| 2016 | Warcraft: Đại chiến hai thế giới           | —                    | Gul'dan                         |                                                       |
| 2016 | Sky on Fire                                | 沖天火               | Zong Tianbao                    |                                                       |
| 2017 | Geostorm                                   | —                    | Cheng Long                      |                                                       |
| 2017 | Wished                                     | 反轉人生             | Daniel Li                       | Cameo                                                 |
| 2018 | Tomb Raider: Huyền thoại bắt đầu           | —                    | Lu Ren                          |                                                       |
| 2020 | Caught in Time                             | 除暴                 | Zhang Shen                      |                                                       |
| 2021 | Reminiscence                               |                      | Saint Joe                       | Post-production                                       |

### Phim truyền hình
| Năm       | Phim                            | Vai      | Notes             |
| --------- | ------------------------------- | -------- | ----------------- |
| 2015–2019 | Into the Badlands (Vùng tử địa) | Sunny    | Kiêm nhà sản xuất |
| 2016      | Skylanders Academy              | King Pen | Lồng tiếng        |